# Som en Kvinde skal være
Som en Kvinde skal være er en amerikansk stumfilm fra 1920 af David Kirkland.

## Medvirkende
- Constance Talmadge som Mary Blake
- Charles Meredith som James Stanhope
- Elizabeth Garrison som Mrs. Stanhope
- Joseph Burke som J.J. Simmons
- Ned Sparks som Grimes